# 灰背叶紫珠
灰背葉紫珠（学名：Callicarpa hypoleucophylla），又名里白杜虹花，为马鞭草科紫珠属下的一个种。是臺灣的特有種，分布於南部，為常綠灌木，單葉對生，且葉有短星狀毛。